# ألميرال
ألميرال (الكاتالانية: Almirall SA) هي شركة أدوية أسبانية يقع مقرها الرئيسي في برشلونة وتأسست عام 1943.